# Leontzi Honauer
Zawartość tej strony może naruszać prawa autorskie.
Tekst źródłowy prawdopodobnie pochodzi z:
https://www.encyclopedia.com/arts/dictionaries-thesauruses-pictures-and-press-releases/honauer-leontzi
1. Nie usuwaj tego szablonu. Zostanie on usunięty, jeżeli prawa autorskie tego artykułu zostaną wyjaśnione.
2. Jeżeli potrafisz, napisz artykuł tak, aby nie naruszał praw autorskich.
3. Jeżeli masz prawa autorskie do tej treści lub masz zgodę na publikację zgodną z naszą licencją, prosimy, napisz o tym na stronie dyskusji tego artykułu i na stronie Wikipedia:Lista NPA oraz zastosuj procedurę zamieszczania haseł wcześniej opublikowanych.
4. Artykuł zostanie usunięty, jeżeli status praw autorskich do zawartych w nim treści nie zostanie wyjaśniony.

Powielanie materiałów chronionych prawami autorskimi – bez zezwolenia właściciela tych praw – jest pogwałceniem obowiązującego prawa, jest też sprzeczne z ustaleniami Wikipedii. Osobom, które regularnie wstawiają takie materiały, może zostać odebrane uprawnienie edytowania Wikipedii.
Leontzi Honauer (ur. 1730 w Strasburgu, zm. 1790 tamże) – alzacki kompozytor i klawesynista. 
Większość swojego życia spędził w służbie księcia Louisa de Rohan w Paryżu. Jego sonaty na różne składy cieszyły się dużą popularnością. Mozart wykorzystał części sonat op. 2 Honauera w swoich wczesnych koncertach fortepianowych.

## Twórczość
- dwa zbiory sonat klawesynowych (op. 1, 1761; op. 2, 1763)[1]

- zbiór kwartetów na dwoje skrzypiec, dwa rogi i basso continuo (1770)[1]